# Шапдёй
Шапдёй (фр. Chapdeuil) — коммуна во Франции, находится в регионе Аквитания. Департамент — Дордонь. Входит в состав кантона Брантом. Округ коммуны — Перигё.
Код INSEE коммуны — 24105.

## География

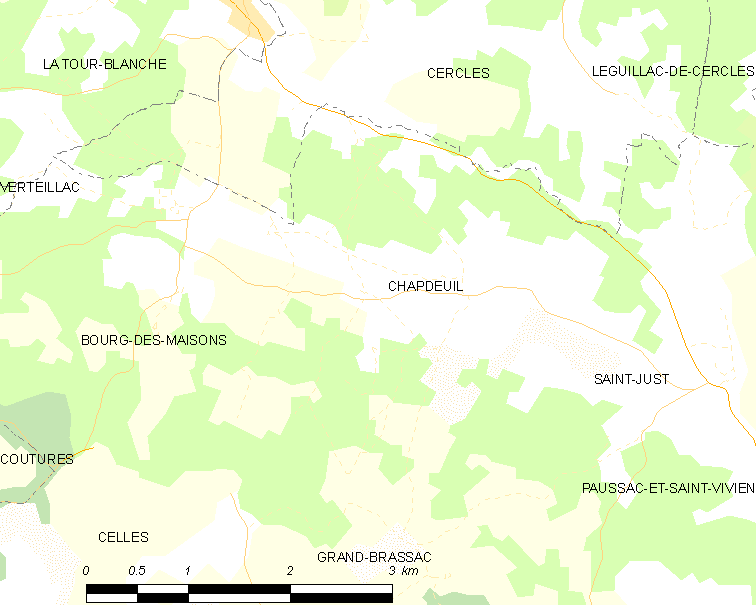
Карта коммуны

Коммуна расположена приблизительно в 420 км к югу от Парижа, в 100 км северо-восточнее Бордо, в 26 км к северо-западу от Перигё.

### Климат
Климат умеренный океанический со средним уровнем осадков, которые выпадают преимущественно зимой. Лето здесь долгое и тёплое, однако также довольно влажное, здесь не бывает регулярных периодов летней засухи. Средняя температура января — 5 °C, июля — 18 °C. Изредка вследствие стечения неблагоприятных погодных условий может наблюдаться непродолжительная засуха или случаются поздние заморозки. Климат меняется очень часто, как в течение сезона, так и год от года.

## Население
Население коммуны на 2010 год составляло 142 человека.
| 1962 | 1968 | 1975 | 1982 | 1990 | 1999 | 2010 |
| ---- | ---- | ---- | ---- | ---- | ---- | ---- |
| 170  | 162  | 139  | 133  | 124  | 111  | 142  |

## Администрация
| Период | Период | Фамилия          | Партия                              | Примечания         |
| ------ | ------ | ---------------- | ----------------------------------- | ------------------ |
| 2001   | 2009   | Жан-Пьер Сикст   | Французская коммунистическая партия | риелтор, пенсионер |
| 2009   | 2020   | Морисет Лемазава | Французская коммунистическая партия |                    |

## Экономика
В 2010 году среди 93 человек трудоспособного возраста (15-64 лет) 68 были экономически активными, 25 — неактивными (показатель активности — 73,1 %, в 1999 году было 55,0 %). Из 68 активных жителей работали 61 человек (32 мужчины и 29 женщин), безработных было 7 (5 мужчин и 2 женщины). Среди 25 неактивных 6 человек были учениками или студентами, 11 — пенсионерами, 8 были неактивными по другим причинам.

## Достопримечательности
- Замок Шапдёй[фр.] (XV век). Исторический памятник с 1988 года[9]
- Церковь Сент-Астье (1877 год)[10]

## Фотогалерея

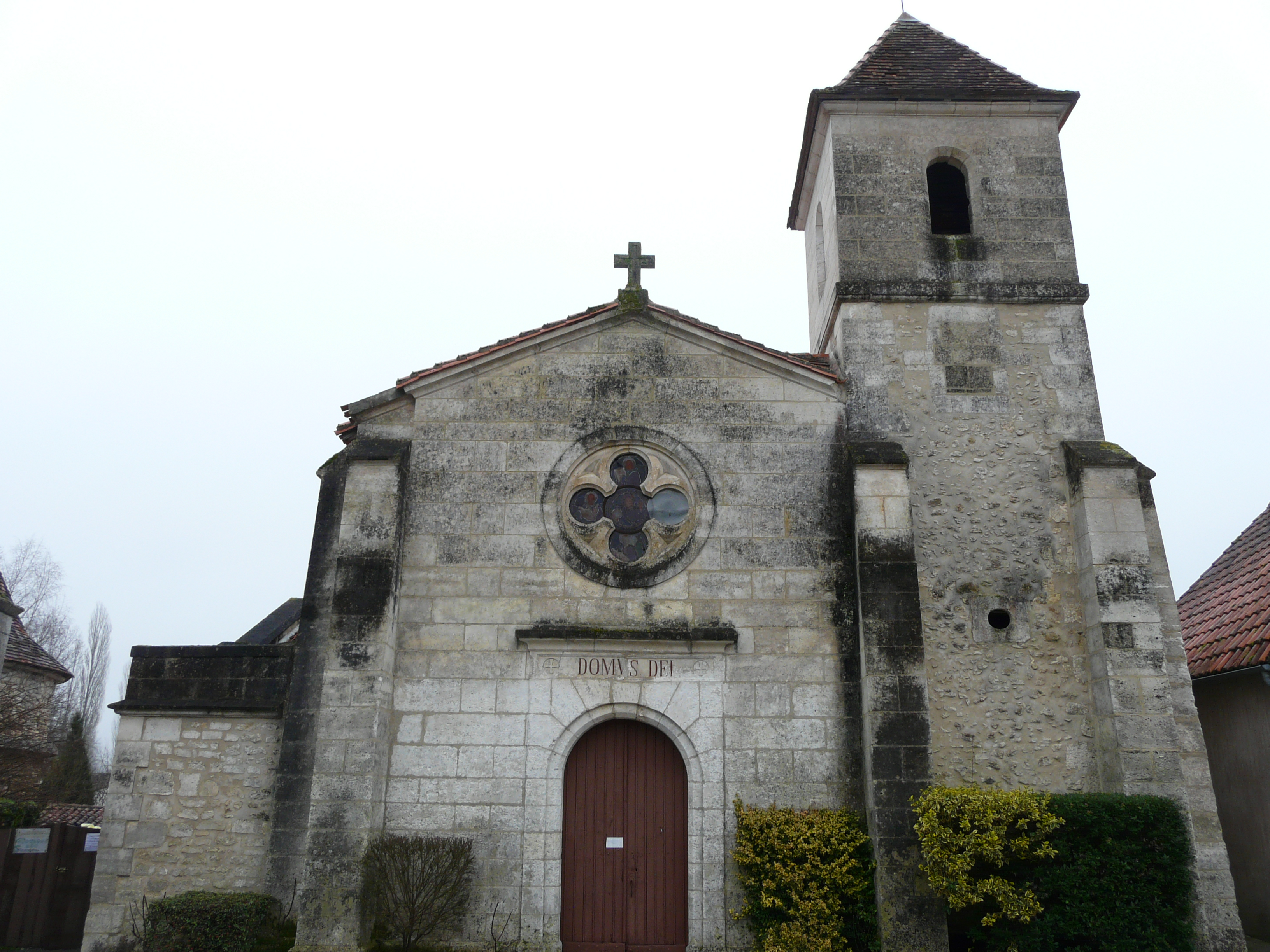
Церковь Сент-Астье
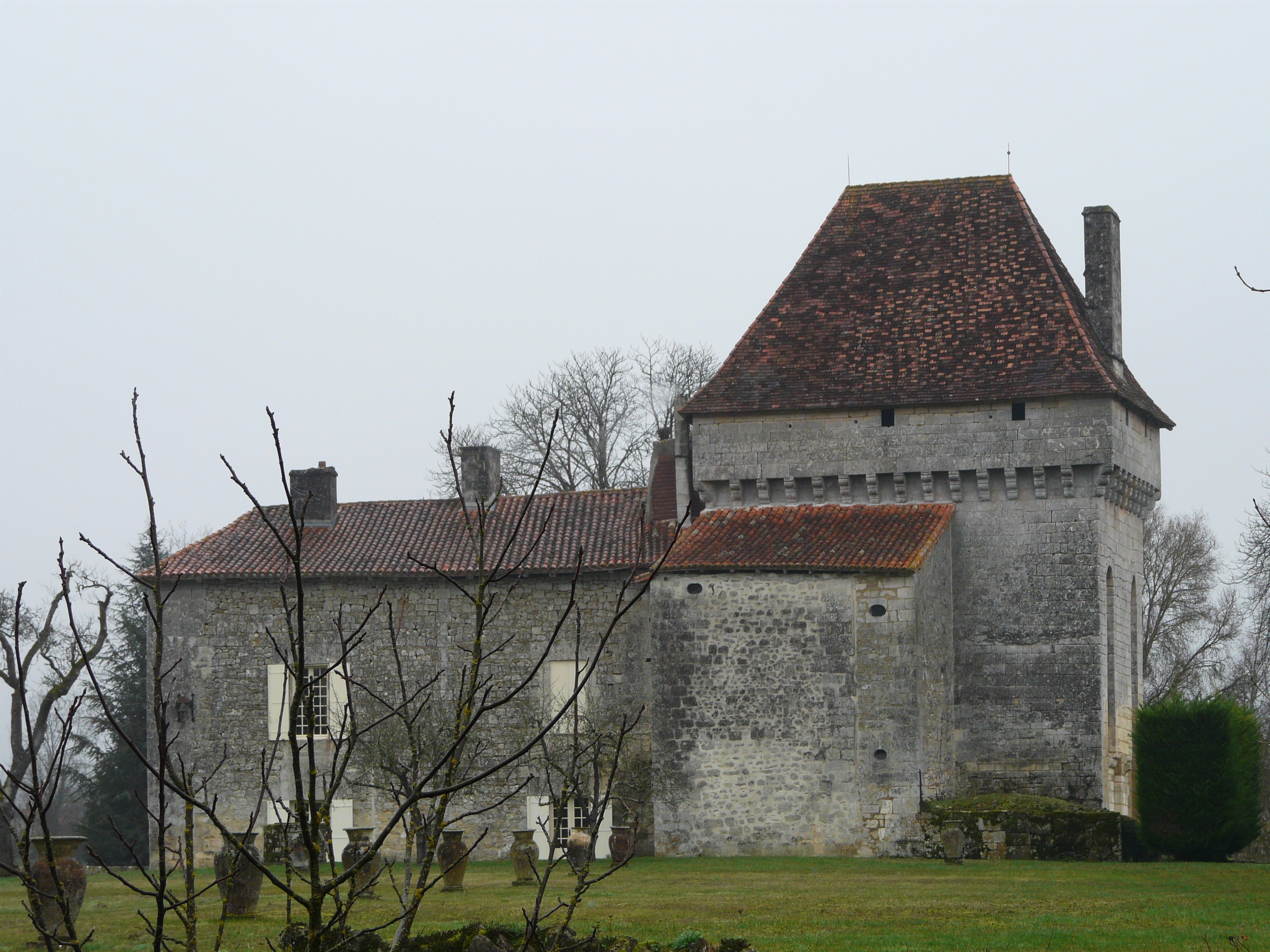
Замок Шапдёй
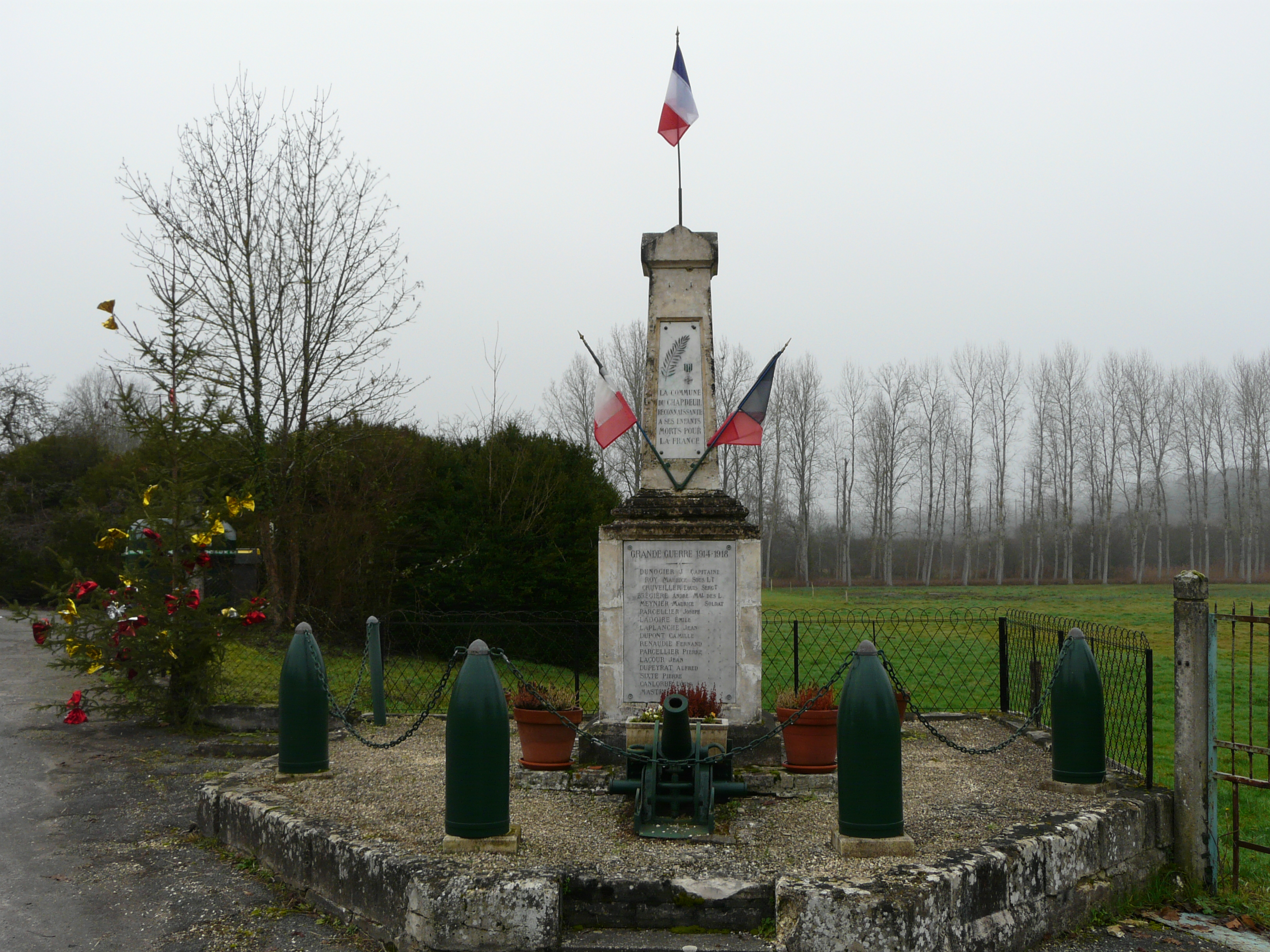
Военный мемориал
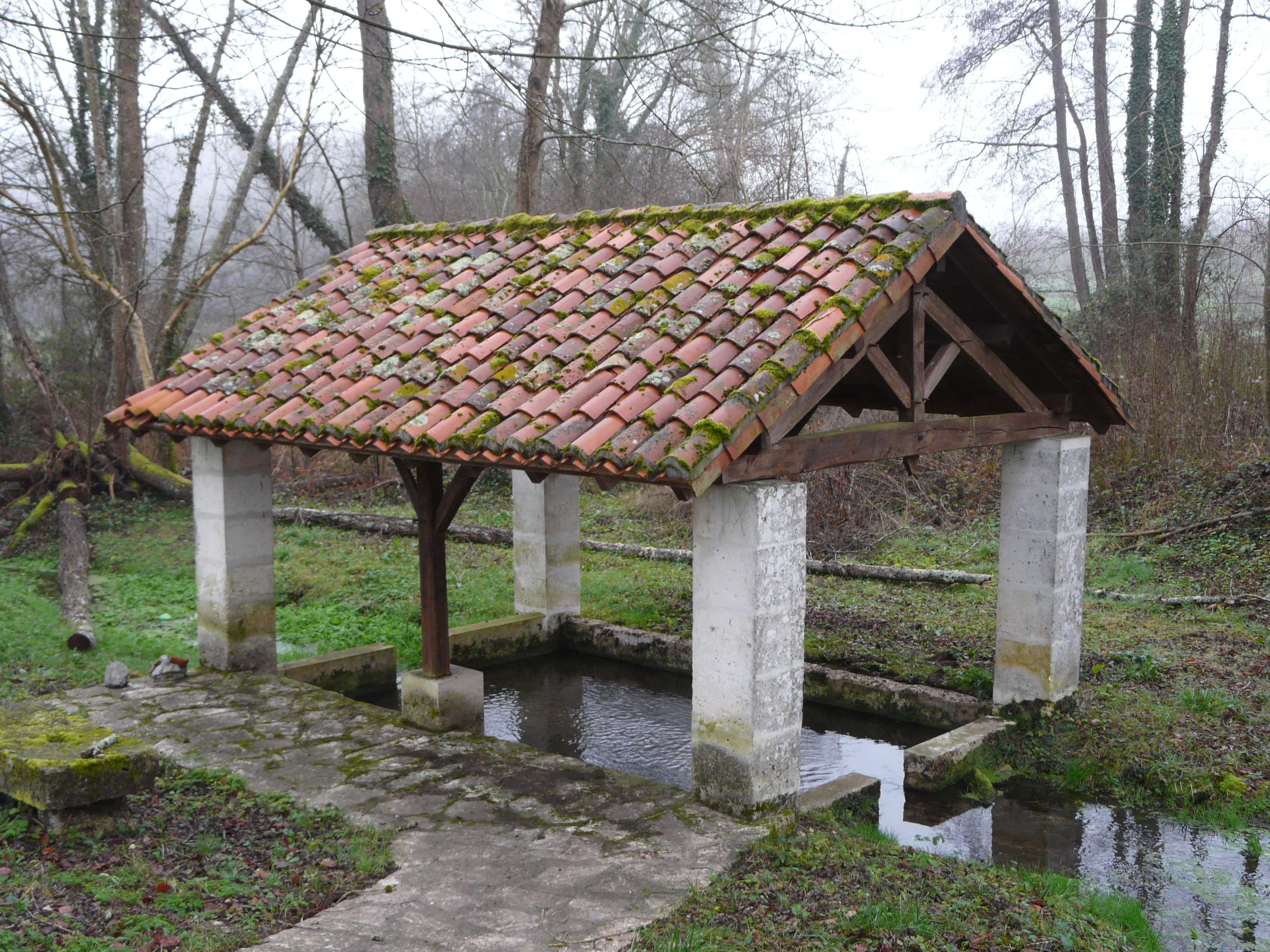
Общественная прачечная
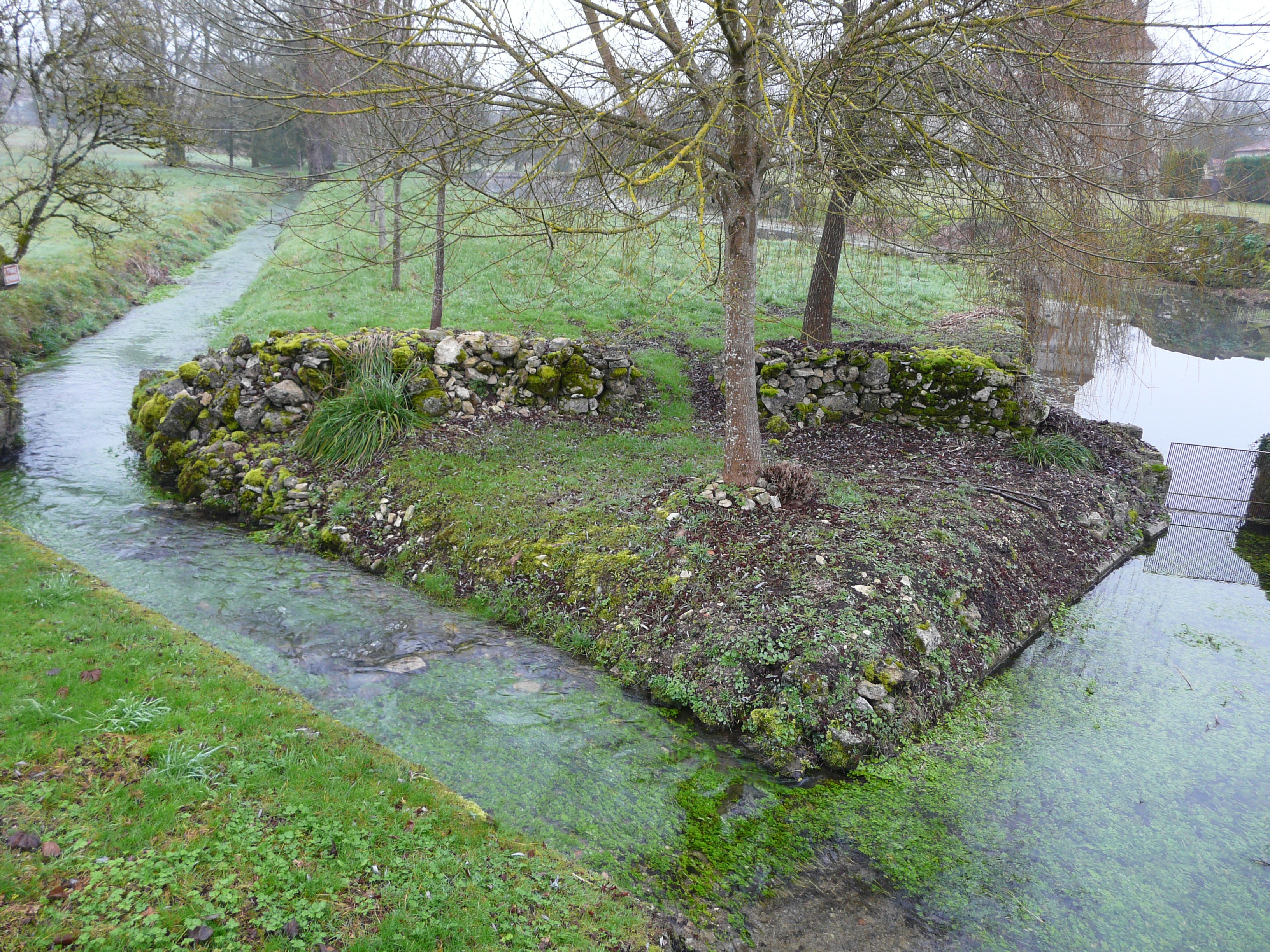
Река Эш